# Season of the Dead
Season of the Dead är det amerikanska death metal-bandet Necrophagias debutalbum. Albumet gavs ut februari  1987 av skivbolaget New Renaissance Records.

## Låtförteckning
1. "Season of the Dead" (instrumental) – 3:45
2. "Forbidden Pleasure" – 2:30
3. "Bleeding Torment" – 4:50
4. "Insane for Blood" – 3:10
5. "Reincarnation" – 2:20
6. "Ancient Slumber" – 5:15
7. "Mental Decay" – 3:35
8. "Abomination" – 4:31
9. "Terminal Vision" – 4:30
10. "Painful Discharge" – 3:10
11. "Beyond and Back" – 4:10

## Medverkande
Musiker (Necrophagia-medlemmar)
- Killjoy (Frank Pucci) – sång
- Larry Madison – gitarr
- Bill James – basgitarr
- Joe Blazer – trummor

Produktion
- Killjoy – producent, omslagsdesign, foto
- Henry Yoder – ljudtekniker
- Drew Elliott – omslagskonst